# 古尔普里特·辛格·桑德胡
古尔普里特·辛格·桑德胡（英語：Gurpreet Singh Sandhu，1992年2月3日—），是印度职业足球运动员，司职前锋。目前效力印度超级足球联赛俱乐部班加罗尔，也代表印度国家足球队。

## 荣誉

### 俱乐部
东孟加拉
- 印度超级足球联赛冠军：2011
- 印度聯合會盃冠军：2012
- 加尔各答足球联赛冠军：2011、2012–13、2013–2014
- IFA盾杯冠军：2012

班加罗尔
- 印度超级足球联赛冠军：2018–19
- 印度超级杯冠军：2018
- 杜兰德杯冠军：2022

### 国家队
印度
- 南亞足球錦標賽冠军：2011、2015、2021
- 印度洲际杯足球赛冠军：2018
- 泰王杯季军：2019
- 三角国际赛冠军：2023